# 阿塔别依提纪念馆
阿塔别依提纪念馆（俄语：Мемориальный комплекс «Ата-Бейит»）是位于吉尔吉斯斯坦比什凯克附近苏伊门库尔·乔克莫罗夫村（公元2000年以前该村名为“琼塔什”）的一个纪念地和墓园。“阿塔别依提”在柯尔克孜语中意为“父亲的墓地”,目前是许多著名墓葬的所在地。

## 历史
该纪念馆距离首都30公里，于2000年根据吉尔吉斯斯坦总统阿斯卡尔·阿卡耶夫的倡议而建造，以纪念受苏联当局迫害的该村的受害者。1938年，当吉尔吉斯斯坦被称为吉尔吉斯苏维埃社会主义共和国时，琼塔什是苏联领导人约瑟夫·斯大林授意的大清洗期间内务人民委员部（秘密警察）对中亚民族主义活动者进行处决的地点。吉尔吉斯苏维埃社会主义共和国国家安全委员会在很大程度上掩盖了这些杀戮事件，直到1991年该遗址被重新发现，其看守人（曾向克格勃宣誓保密）在苏联解体后向他的女儿透露了坟墓的位置。1991年8月30日，吉尔吉斯斯坦为部分遇难者举行了哀悼仪式。次日，吉尔吉斯斯坦宣布独立。

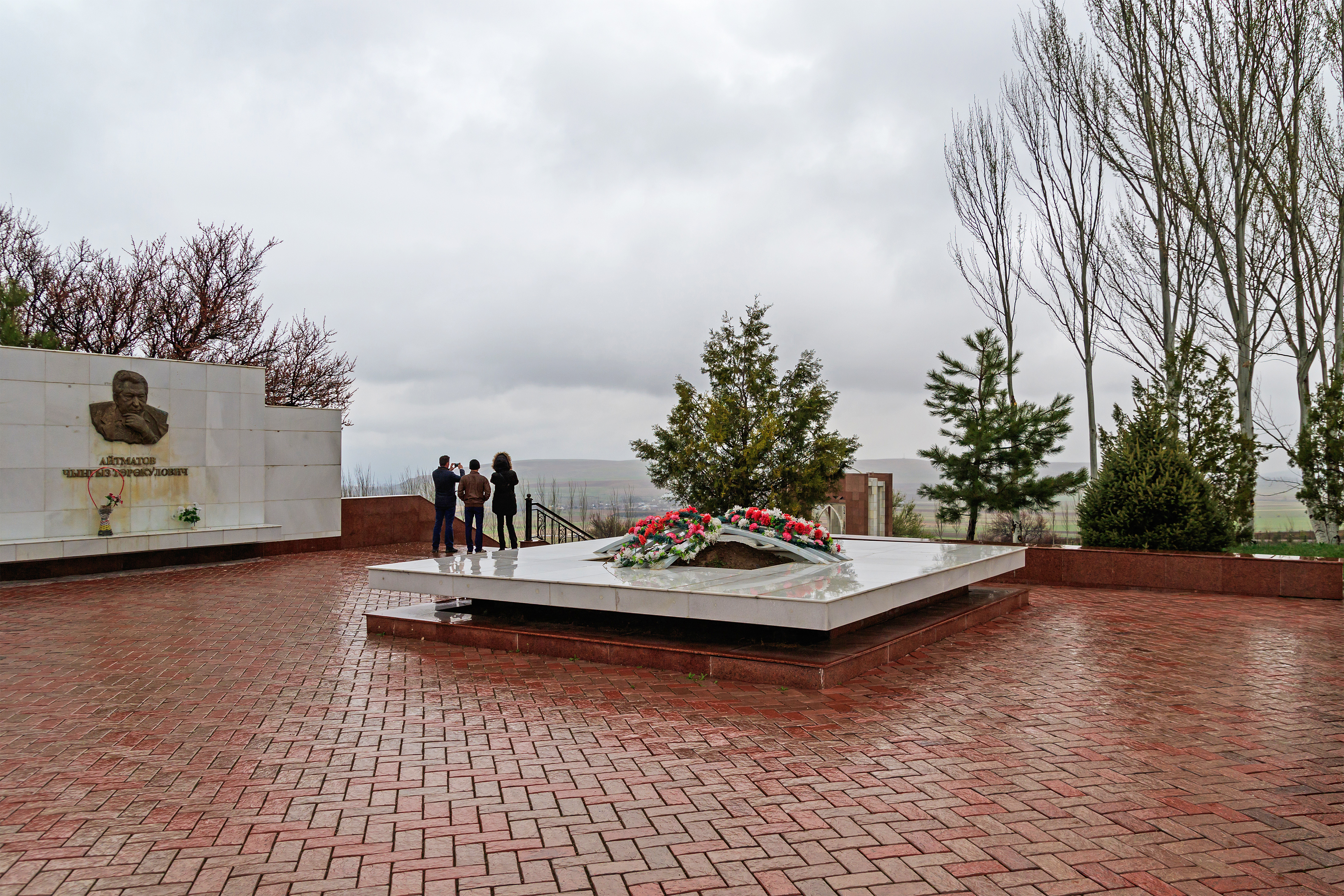
钦吉斯·艾特玛托夫之墓

9年后，这些遗体被挖出并在阿塔别依提集体安葬，阿卡耶夫总统、其他吉尔吉斯斯坦和外国政要以及死者亲属都在场。博物馆右侧有一块纪念牌，上面刻着所有137名遇难者的名字。在11月7日至8日的纪念日期间，吉尔吉斯斯坦总统将举行仪式，向遇难者敬献花圈。埋葬在阿塔别依提的最著名人物之一是苏联作家钦吉斯·艾特玛托夫（葬于2008年6月），也是该纪念馆的创建者之一。他与他的父亲特罗库尔 (Törökul) 合葬，后者于1938年左右在大清洗中去世。2010年吉爾吉斯革命的受害者也埋葬于此。2016年，墓地里安装了一座纪念1916年中亚起义的纪念碑，顶部为传统蒙古包。